# Биекса, Кевин
Кевин Франческо Биекса (англ. Kevin Francesco Bieksa; 16 июня 1981, Гримсби, Онтарио, Канада) — профессиональный канадский хоккеист, защитник. Биекса начал и отыграл большую часть своей карьеры в «Ванкувер Кэнакс», а конец карьеры провёл в «Анахайм Дакс». После завершения карьеры Биекса стал аналитиком в программе Hockey Night in Canada.
Первой командой Биексы стала «Берлингтон Кугарс» из Молодежной хоккейной лиге Онтарио (OJHL). Биекса был награждён стипендией в государственном университете Боулинг Грин после трёх сезонов игры в «Кугарс». За четыре сезона в команде университета, выступавшей в центральной университетской хоккейной ассоциации (CCHA), Биекса один раз был включён в сборную всех игроков CCHA достойных упоминания. Он окончил университет со степенью бакалавра в области финансов и дважды был включён в сборную всех игроков-академиков CCHA в 2003 и 2004 годах. «Ванкувер Кэнакс» выбрали Кевмна под общим 151-м номером командой на драфте НХЛ 2001 года. После окончания учёбы он присоединился к их фарм-клубу, «Манитоба Мус» из Американской хоккейной лиги (АХЛ). Биекса был включён в сборную новичков АХЛ в свой первый и единственный полный сезон с «Мус», прежде чем присоединиться к «Кэнакс» в качестве постоянного игрока в сезоне 2005/06.
В составе сборной Биекса выступал на чемпионате мира 2014 года. Он был выбран капитаном команды и назван одним из трёх лучших игроков Канады на турнире. В следующий раз он выступал за сборную на Кубке Шпенглера 2018. 
По стилю игры он был крепким физически, агрессивным двусторонним (играл и в защите и в нападении) защитником.

## Статистика

### Клубная карьера
Последнее обновление: 8 апреля 2017 года
```
                                            --- Regular Season ---  ---- Playoffs ----
Season   Team                        Lge    GP    G    A  Pts  PIM  GP   G   A Pts PIM
--------------------------------------------------------------------------------------
1998-99  Burlington Cougars          OPJHL  27    0    3    3   10
1998-99  Burlington Cougars          OPJHL  49    8   29   37   83
1999-00  Burlington Cougars          OPJHL  49    6   27   33  139
2000-01  Bowling Green State Unive   CCHA   35    4    9   13   90
2001-02  Bowling Green State Unive   CCHA   40    5   10   15   68
2002-03  Bowling Green State Unive   CCHA   34    8   17   25   92
2003-04  Bowling Green State Unive   CCHA   38    7   15   22   66
2003-04  Manitoba Moose              AHL     4    0    2    2    2  --  --  --  --  --
2004-05  Manitoba Moose              AHL    80   12   27   39  192  14   1   1   2  35
2005-06  Manitoba Moose              AHL    23    3   17   20   71  13   0  10  10  38
2005-06  Vancouver Canucks           NHL    39    0    6    6   77  --  --  --  --  --
2006-07  Vancouver Canucks           NHL    81   12   30   42  134   9   0   0   0  20
2007-08  Vancouver Canucks           NHL    34    2   10   12   90  --  --  --  --  --
2007-08  Manitoba Moose              AHL     1    0    1    1    2  --  --  --  --  --
2008-09  Vancouver Canucks           NHL    72   11   32   43   97  10   0   5   5  14
2009-10  Vancouver Canucks           NHL    55    3   19   22   85  12   3   5   8  14
2010-11  Vancouver Canucks           NHL    66    6   16   22   73  25   5   5  10  51
2011-12  Vancouver Canucks           NHL    78    8   36   44   94   5   1   0   1   6
2012-13  Vancouver Canucks           NHL    36    6    6   12   48   4   1   0   1   8
2013-14  Vancouver Canucks           NHL    76    4   20   24  104  --  --  --  --  --
2014-15  Vancouver Canucks           NHL    60    4   10   14   77   6   0   0   0   9
2015-16  Anaheim Ducks               NHL    71    4   11   15   99   6   0   1   1   2
2016-17  Anaheim Ducks               NHL    81    3   11   14   63   8   0   4   4  23
2017-18  Anaheim Ducks               NHL    59    0    8    8   83   1   0   0   0   0
--------------------------------------------------------------------------------------
         NHL Totals                        808   63  215  278 1124  86  10  20  30 147

```